# Mikako Takahashi
Pour les articles homonymes, voir Takahashi.
Mikako Takahashi (高橋 美佳子) est une seiyu et chanteuse de J-pop née le 29 mai 1980 à la préfecture de Chiba.

## Biographie

### Jeunesse et formation
Mikako Takahashi est née le 29 mai 1980 à la préfecture de Chiba.
Dans une interview, elle déclare : « J’ai toujours aimé les anime et les mangas et j’en ai beaucoup regardé. Quand j’étais à l’école primaire, je voulais devenir mangaka, mais enfant, je pensais que ce serait difficile, alors j’ai abandonné tôt ».

## Doublage

### Cinéma
- 2007 : Ikki Tousen : Ten'i / Hakugen Rikuson
- 2009 : Queen's Blade : Nowa
- 2010 : Gintama : The Movie : Sadaharu
- 2011 : Ikki Tousen in Kyoto : Ten'i / Hakugen Rikuson
- 2013 : Gintama : The Movie : The Final Chapter: Be Forever Yorozuya : Sadaharu / Tsu Terakado
- 2013 : Fate / kaleid liner Prisma Illya : Nanami Moriyama
- 2015 : Girls und Panzer der Film : Yuzu Koyama
- 2016 : Kiniro Mosaic : Pretty Days : mère de Shinobu
- 2017 : Gintama : Sadaharu
- 2021 : Gintama: The Very Final : Sadaharu
- 2021 : Kiniro Mosaic Thank You!! : mère de Shinobu

### Télévision
- 1999 : Excel Saga : Mikako Hyatt
- 2000 : Hand Maid May : Kasumi Tani

- 2001 : Strawberry Eggs : Fujio Himejima

- 2002 : Full Metal Panic! : Tomomi Isomura
- 2003 : Fullmetal Alchemist : Rush Valley Woman
- 2003 : Peacemaker Kurogame : Saizo / Saya
- 2004 : Bust Angel : Amy
- 2004 : Magical Girl Lyrical Nanoha : Chrono Harlaown
- 2004 : Grenadier : Rushuna Tendo
- 2005 : Aquarion : Manamana
- 2005 : Elemantal Gelade : Reverie Metherlence
- 2005 : My-Otome : Rosalie Claudel
- 2006 : Gintama : Sadaharu / Tsu Terakado
- 2006 : The Familiar of Zero : Montmorency de Montmorency / Water Spirit
- 2006 : Black Blood Brothers : Hibari Kusunogi
- 2006 : My-Otome Zwei : Rosalie Claudel
- 2007 : Ikki Tousen: Dragon Destiny : Ten'i / Hakugen Rikuson
- 2007 : Hayate the Combat Butler : Ayumu Nishizawa
- 2007 : Neuro : Ruri Himemiya
- 2008 : Ikki Tousen: Great Guardians : Hakugen Rikuson
- 2008 : Birdy the Mighty: Decode : Hazumi Senkawa
- 2009 : Chrome Shelled Regios : Leerin Marfes
- 2009 : Birdy the Mighty: Decode 02 : Hazumi Senkawa
- 2009 : Queen's Blade : Nowa
- 2009 : Shangri-La : Kuniko Hojo
- 2009 : Aika: Zero : Rin Shirakiku
- 2009 : Queen's Blade 2: The Evil Eye : Nowa
- 2009 : The Sacred Blacksmith : Penelope
- 2010 : Ikki Tousen: Xtreme Xecutor : Ten'i / Hakugen Rikuson
- 2010 : Okami-san and Her Seven Compagions : Ami Jizo
- 2010 : The Legend of the Legendary Heroes : Noa Ehn
- 2010 : Queen's Blade: Beautiful Warriors : Nowa
- 2010 : Mazinkaiser SKL : Fancy
- 2011 : Dream Eater Merry : Serio
- 2011 : Gintama : Sadaharu / Tsu Terakado / Wartiharu
- 2011 : The Qwaser of Stimata II : Megumi Shiba
- 2011 : Aria the Scarlet Ammo : Shirayuki Hotogi
- 2011 : Appleseed XIII : Hitomi
- 2011 : Hunter x Hunter : Eeta / Elena / Greed Island Auctioneer
- 2011 : Shakugan no Shana 3 (Final) : Westshore
- 2012 : Accel World : Cherry Rook / Chrome Disaster the Fifth
- 2012 : Muv-Luv Alternative: Total Eclipsei : Shimako Kai
- 2012 : The Pet Girl of Sakurasoru : Koharu Shirayama
- 2012 : Girls und Panzer : Yuzu Koyama
- 2012 : Girls und Panzer OVA : Yuzu Koyama
- 2013 : Queen's Gate: Vanquised Queens : Nowa
- 2013 : Kiniro Mosaic : mère de Shinobu
- 2014 : Future Card Buddyfighti : Suzuha Amanosuzu / Sylph
- 2014 : Soni-Ani: Super Sonico The Animation : Satsuki Imori
- 2014 : D-Frag! : Sakura Mizukami
- 2014 : Magical Warfare : Momoka Shijo
- 2014 : Girls und Panzer: This is the Real Anzio Battle! : Yuzu Koyama
- 2014 : D-Frag! OVA : Sakura Mizukami
- 2015 : Food Wars! Shokugeki no Soma : Jun Shiomi
- 2015 : Hello!! Kiniro Mosaic : mère de Shinobu
- 2015 : Gintama : Sadaharu
- 2015 : Fate / kaleid liner Prisma Illya 2wei Herz! : Nanami Moriyama
- 2015 : Comet Lucifer : Elene Harvan
- 2016 : Dimension Wi : Sophia Tyler
- 2016 : Prison School: Mad Wax : Mitsuko Yokoyama
- 2016 : Haven't You Heard? I'm Sakamoto : Erika
- 2016 : Food Wars! Shokugeki no Soma OVA : Jun Shiomi
- 2016 : Girls und Panzer der Film OVA : Yuzu Koyama
- 2016 : Food Wars! The Second Plate : Jun Shiomi
- 2017 : Fuuka : Maya Haruna
- 2017 : Food Wars! The Second Plate OVA : Jun Shiomi
- 2018 : High  School DxD HERO : Venerana Gremory
- 2018 : Queen's Blade Unlimited : Nowa
- 2019 : Fruits Basket : Satsuki Soma
- 2022 : Prince of Tennis II: U-17 World Cup : Sakuno Ryuzaki

### Jeu vidéo
- 2000 : Summon Night : Elzine
- 2000 : Super Robot Wars Alpha : Kusuha Mizuha

- 2001 : Summon Night 2 : Elzine
- 2002 : You that became a Memories Off : Nayuta Kitahara
- 2003 : Super Robot Wars Alpha 2 : Kusuha Mizuha
- 2004 : Hoshigari Empusa! : Mizuki Hanma
- 2004 : Elfen Lied : Numéros 3
- 2005 : Romancing SaGa : Captain Silver
- 2005 : Super Robot Wars Alpha 3 : Kusuha Mizuha
- 2005 : Samurai Shodown 6 : Nakoruru / Rera
- 2005 : Duel Savior Destiny : Berio Trope
- 2006 : We are : Ten Asaka
- 2006 : Arcana Heart : Heart Aino
- 2007 : Neosphere of the Deep-Blue : Noki Welkin
- 2007 : Super Robot Wars : Original Genrations : Kusuha Mizuha
- 2008 : Suggoi! Arcana Heart 2 : Heart Aino
- 2008 : Lux-Pain : Mika Nozaki
- 2008 : Cleaning Squadron Clean Keeper : Fumie Kuraki
- 2008 : Beach de Reach! DS : Natsumi Oyodo
- 2008 : Ikki Tousen : Eloquent Fist : Ten'i
- 2009 : Queen's Blade : Spiral Chaos : Nowa
- 2009 : Arcana Heart 3 : LOVE MAX!!!!! : Heart Aino
- 2010 : Ikki Tousen : Xross Impact : Ten'i / Hakugen Rikuson
- 2011 : Queen's Gate : Spiral Chaos : Nowa
- 2011 : Hot Shots Golf: World Invitational : Ema

- 2013 : Horizon in the Middle of Nowhere Portable : Wildkamelie
- 2013 : Muv-Luv Alternative: Total Eclipsei : Shimako Kai
- 2014 : Granblue Fantasy : Maria Theresa / Sadaharu
- 2015 : Nitroplus Blasterz : Heroines Infinite Duel : Heart Aino
- 2017 : Fire Emblem Heroes : Lene / Olwen
- 2018 : Gintama Rumble : Sadaharu / Tsu Terakado
- 2018 : Girls und Panzer : Dream Tank Match : Yuzu Koyama
- 2018 : BlazBlue: Cross Tag Battle : Heart Aino
- 2018 : The King of Fighters: All Star : Sadaharu
- 2019 : Jump Force : Avatar
- 2020 : Arknights : Tomimi

Source : behindthevoice.com